# Anciens devoirs
Les Anciens devoirs (en anglais : Old Charges) est le nom donné à un ensemble de cent trente documents environ rédigés entre les XIVe et XVIIIe siècles, la plupart manuscrits et plus tardivement gravés ou imprimés, tous d'origine anglaise. Ces documents décrivent les obligations et fonctionnement des corporations de maçons et de bâtisseurs, mais également l'historique mythique de la création du métier. C'est au sein de ces textes fondamentaux et en particulier du poème Regius (1390), connu également sous le nom de manuscrit Halliwell et du manuscrit Cooke (1410), pour l'Angleterre, puis des Statuts Schaw (1598) ou encore du manuscrit d'Édimbourg (1696) pour l'Écosse, que la franc-maçonnerie spéculative puise ses sources, sans toutefois affirmer d'un point de vue historique, une filiation directe avec les loges opératives de cette époque.

## Histoire
Étudiés et redécouverts depuis le milieu du XIXe siècle, ces 130 textes environ sont regroupés sous la dénomination générique d'« Anciens devoirs » ou « Old Charges ». La plus grande partie sont manuscrits, certaines versions ont été gravées ou imprimées et leur production s'étale de la fin du XIVe siècle au milieu du XVIIIe. Ce sont des documents de tailles réduites pouvant être pliés ou roulés. Ils sont tous d'origine anglaise, aucun équivalent sur le continent n'existe. La structure des manuscrits est identique, elle rapporte une histoire légendaire de la création du métier, un éloge des sept arts libéraux traditionnels et une énumération des devoirs éthiques et réglementaires des maçons prenant part au chantier.

### XIVesiècle
Le plus ancien document manuscrit connu qui retrace les usages et traditions de la maçonnerie opérative anglaise est le poème Regius, daté des environs de 1390. Le document est un ensemble composé de trois parties rédigées en vers qui sont au nombre de 794. La première conte l'histoire traditionnelle du métier et des Devoirs des maçons opératifs, la deuxième détaille ces Devoirs en quinze articles et quinze points, la troisième étant un appendice de caractère principalement moral. Ces Anciens devoirs du Moyen Âge sont liés aux loges opératives et informe des coutumes et pratiques des chantiers à cette époque.
Apparu immédiatement après le Regius, le manuscrit Cooke est rédigé vers 1420. Il présente des différences avec son prédécesseur. Rédigé en prose et long de 960 lignes, il expose et amplifie les règles du Regius par des ajouts tirés de la Bible et des traditions patristiques; il réduit les Devoirs à neuf articles et neuf points en ignorant certains points du Regius, en insérant de nouveaux éléments comme une invocation à Dieu, un éloge de la géométrie et un exposé sur les Arts libéraux. C'est de ce manuscrit que sont tirées de nombreuses versions ultérieures des Anciens devoirs, le Regius n'ayant connu aucune autre postérité.
Les deux manuscrits sont sur la forme assez identiques. Après un récit historique et mythique sur la création du métier, ils soulignent l'obligation de prêter serment. S'ensuit un ensemble de règles portant le nom d'« articles » et de « points » au nombre de quinze pour le Regius et de neuf pour le Cooke. Ces règles édictent des points professionnels et comportent aussi des prescriptions morales chrétiennes. Ces documents ne font aucune allusion à une quelconque autorité du métier, ni de subordination d'aucune sorte, donnant l'impression, que les loges opératives qui sont régies par ces règles, le sont de manière autonome pendant le temps, parfois des décennies, que durent les chantiers de construction. Ces deux manuscrits Regius et Cooke sont les deux seules sources datant de la fin du XIVe siècle, aucune autre version de ces Anciens devoirs n'est connu à ce jour.

### XVIesiècle
Il faut attendre 150 ans pour voir réapparaitre une nouvelle version manuscrite et daté de 1583, qui porte le nom de Grand Lodge n°1. De cette nouvelle version sont tirées les près de 130 versions connues à ce jour. Ce premier document du XVIe siècle ainsi que ceux qui suivent, ne reprennent pas l'intégralité des textes primitifs, et s'éloignent profondément sur divers points. Cette évolution classe ces documents dans une « seconde génération d'Anciens devoirs ». Dans ces manuscrits les prescriptions opératives, corps principal des textes du XIVe sont supprimées ou simplifiées autour d'une rédaction permettant une application à d'autres formes que la seule maçonnerie opérative. Des préceptes et dispositions à caractères moral et religieux sont également introduits dans cette génération de documents.

## Cérémonie de réception
Une cérémonie de réception d'un nouveau membre dans la corporation des maçons en Angleterre selon les usages du Moyen Âge, se pratique dans les corporations. Dans son ouvrage, l'auteur Patrick Négrier lui donne le nom de « Rite des Anciens devoirs », sans que ce nom ou l'existence d'un rite en tant que tel ne soit attesté par des documents historiques. Les manuscrits des Anciens devoirs décrivent cette cérémonie comme une prestation de serment, précédée d'une lecture sur les devoirs, de l'histoire légendaire du métier et d'une exhortation, pouvant s'apparenter à une ébauche de rituel.